# Orwellion fasciatum
Orwellion fasciatum är en skalbaggsart som beskrevs av Skiles 1985. Orwellion fasciatum ingår i släktet Orwellion och familjen långhorningar.
Artens utbredningsområde är:
- Belize.
- Guatemala.
- Honduras.

Inga underarter finns listade i Catalogue of Life.